# مکله
مکله (تیگرینیا: መቐለ [در ترجمه‌های علمی Mäq'älä], امهری: መቀሌ [در ترجمه‌های علمی Mäqälle]) یک شهر در اتیوپی است که در منطقه تیگرای واقع شده‌است. مکله ۲۴٫۴۴ کیلومتر مربع مساحت و ۲۱۹٬۸۱۸ نفر جمعیت دارد که پس از شهرهای آدیس‌آبابا، دیرداوه و گوندار چهارمین شهر بزرگ اتیوپی است و ۲٬۰۸۴ متر بالاتر از سطح دریا واقع شده‌است.

## شهرهای خواهرخوانده
- رمله, اسرائیل
- بایبورد، ترکیه
- ویتن، آلمان

## آب‌وهوا
| داده‌های اقلیم مکله      | داده‌های اقلیم مکله | داده‌های اقلیم مکله | داده‌های اقلیم مکله | داده‌های اقلیم مکله | داده‌های اقلیم مکله | داده‌های اقلیم مکله | داده‌های اقلیم مکله | داده‌های اقلیم مکله | داده‌های اقلیم مکله | داده‌های اقلیم مکله | داده‌های اقلیم مکله | داده‌های اقلیم مکله | داده‌های اقلیم مکله |
| ماه                     | ژانویه             | فوریه              | مارس               | آوریل              | مه                 | ژوئن               | ژوئیه              | اوت                | سپتامبر            | اکتبر              | نوامبر             | دسامبر             | سال                |
| ----------------------- | ------------------ | ------------------ | ------------------ | ------------------ | ------------------ | ------------------ | ------------------ | ------------------ | ------------------ | ------------------ | ------------------ | ------------------ | ------------------ |
| میانگین بیش‌ترین °C (°F) | ۲۳ (۷۳)            | ۲۴ (۷۵)            | ۲۵ (۷۷)            | ۲۶ (۷۹)            | ۲۷ (۸۱)            | ۲۷ (۸۱)            | ۲۳ (۷۳)            | ۲۳ (۷۳)            | ۲۵ (۷۷)            | ۲۴ (۷۵)            | ۲۳ (۷۳)            | ۲۲ (۷۲)            | ۲۴ (۷۶)            |
| میانگین کم‌ترین °C (°F)  | ۱۶ (۶۱)            | ۱۷ (۶۳)            | ۱۸ (۶۴)            | ۱۹ (۶۶)            | ۲۰ (۶۸)            | ۲۰ (۶۸)            | ۱۸ (۶۴)            | ۱۷ (۶۳)            | ۱۸ (۶۴)            | ۱۷ (۶۳)            | ۱۶ (۶۱)            | ۱۵ (۵۹)            | ۱۸ (۶۴)            |
| بارندگی میلی‌متر (اینچ)  | ۴۰ (۱٫۴)           | ۱۰ (۰٫۴)           | ۳۰ (۱)             | ۵۰ (۱٫۸)           | ۴۰ (۱٫۴)           | ۳۰ (۱٫۲)           | ۲۰۰ (۷٫۹)          | ۲۲۰ (۸٫۵)          | ۴۰ (۱٫۴)           | ۱۰ (۰٫۴)           | ۳۰ (۱)             | ۴۰ (۱٫۶)           | ۷۱۰ (۲۷٫۸)         |
| منبع: Weatherbase       |                    |                    |                    |                    |                    |                    |                    |                    |                    |                    |                    |                    |                    |